# مصلح‌الدین مهدوی
سید محمدحسین مهدوی ملقب به سید مصلح‌الدین مهدوی (زادهٔ ۱۲۹۴ خورشیدی / ۱۵ محرم ۱۳۳۴ قمری - درگذشتهٔ ۴ تیر ۱۳۷۴) اصفهان‌شناس، نویسنده، پژوهشگر، تاریخ‌نگار، مدرس، مؤلف و سرگذشت‌نگار ایرانی بود.

## زندگی
سید مصلح‌الدین مهدوی فرزند «سید شهاب‌الدین (محمدتقی) نحوی» در بامداد ۱۵ محرم ۱۳۳۴ در محلهٔ بیدآباد اصفهان به دنیا آمد. در سن ۶ سالگی پدر خود را از دست داد و تحت سرپرستی برادران قرار گرفت.

## تحصیلات
دوران ابتدایی را در مدرسهٔ اقدسیه و مدرسهٔ گلبهار گذراند و آن‌گاه برای دورهٔ دبیرستان وارد مدرسهٔ سعدی شد. در کنار دبیرستان، علوم اسلامی را در مدرسهٔ صدر اصفهان دنبال کرد و تا مرحلهٔ اجتهاد پیشرفت. در سال ۱۳۱۵ شمسی به تهران مهاجرت کرد و تحصیلات خود را در دانشسرای عالی پی گرفت و از محضر بزرگانی چون سید محمدکاظم عصار، بدیع‌الزمان فروزانفر، احمد آرام، عباس اقبال آشتیانی و صادق رضازاده شفق بهره برد.

## تدریس
پس از آن، خدمت نظام وظیفه را در اصفهان گذراند. در سال ۱۳۳۱ به استخدام آموزش و پرورش درآمد و به تدریس در دبیرستان‌های تهران و اصفهان روی آورد. مصلح‌الدین مهدوی از آغاز جوانی به پژوهشی گسترده برای گردآوری و تدوین زندگی‌نامهٔ بزرگان، شاعران، علما و هنرمندان اصفهان دست زد و در سایهٔ مطالعات و تحقیقات خود، در شمار صاحب نظران معتبر تاریخ و رجال درآمد تا آن‌جا که تحسین عالمان بزرگی چون صاحب الذریعه الی تصانیف الشیعه را برانگیخت. آقابزرگ تهرانی در نقباءالبشر تجلیل شایانی از مهدوی نموده و در مدح وی شعری از «سید محمدحسن آل طالقانی» آورده‌است.
در برخی از منابع برای سرگذشت او چنین نقل شده‌است که وی بر اثر فشارهای رضاشاه علیه روحانیت، مجبور به خارج شدن از لباس روحانیت و واردشدن به عرصهٔ تعلیم و تربیت نسل نوجوان و جوان گردید، که البته این موضوع صحت ندارد، ایشان گرچه دارای مدرک اجتهاد و اجازهٔ روایت حدیث بود اما هرگز در لباس روحانیت حاضر نشده و همچنین به‌طور کلی با ارتزاق از طریق دین و روحانی بودن مخالف بود و چون معلمی را شغل انبیا دانسته و همچنین تربیت پیش از ورود به عرصهٔ آموزش عالی را بسیار حائز اهمیت می‌دانست، به دبیری دروس ادبیات و تاریخ در دبیرستان‌ها روی آورد. وی می‌گوید:

## آثار
- ابطال الصفا در ذکر اسامی شهداء کربلا (ع)، مطبوع.
- اخلاقیات، در ذکر احادیث اخلاقی.
- احادیث مربوط به اهل البیت (ع) منقول از کتاب ذکراخبار اصفهان.
- احادیث مربوط به اهل البیت (ع) منقول از کتاب میزان الاعتدال.
- اربعین در فضائل امیرالمؤمنین (ع) منقول از تاریخ الخلفاء، سیوطی.
- ارشاد الناس در شرح حال شیخ عباس مصباح دستگردی، اصفهان.
- ارمغان اصفهان در شرح حال آیت‌الله حاج میر سیدعلی بهبهانی، مطبوع.
- اشعریین قمیین در ذکر اسامی جمعی از اشعری‌های قمی.
- اصفهان یا دارالعلم شرق (تاریخ مدارس دینی اصفهان)، مطبوع.
- اعراب کلمات مشکله قرآن مجید.
- امامزاده‌های اصفهان.
- بهترین و بدترین طبق احادیث.
- بهشت و جهنم در اخبار.
- به یاد کربلا (ترجمه).
- بیان المفاخر در شرح حال حاج سید محمد باقر حجت‌الاسلام شفتی، دو جلد مطبوع.
- تاریخ تشیع مردم اصفهان.
- تاریخ علمی واجتماعی اصفهان در دو قرن اخیر[۷][۸]
- تاریخ سامرا، مطبوع.
- تاریخ کاظمین.
- تاریخ مختصر مدارس دینی اصفهان (مقاله).
- پنج جلد کتاب فقه جهت دبیرستان‌ها، تألیف شده به اتفاق چند تن از دبیران.
- تاریخچه محله خواجوی اصفهان، مطبوع.
- تحفةالسفر یا سفرنامه گلپایگان و . . .
- تذکره شعرای معاصر اصفهان، مطبوع.
- تذکره شعرای اصفهان.
- جزوه منطق و فلسفه جهت کلاس‌های ششم دبیرستان.
- جغرافیای اصفهان (اسامی محلات و دهات اصفهان در کتاب ذکر اخبار اصفهان).
- چهارکتاب در شرح حال و کلمات قصار حضرات چهارده معصوم (ع).
- چهل حدیث دربارهٔ علم و علماء.
- چهل حدیث نبوی (ص).
- حائریون، در ذکر جمعی از علمای مدفون در کربلا.
- خاندان حاج محمد ابراهیم کلباسی.
- خاندان میر محمد باقر داماد.
- خاندان خجندی = خاندان خجندیان یا آل خجند.
- خاندان شفرویه یا آل شفروه.
- خاندان شیخ الاسلام اصفهان (ملا محمدباقر سبزواری و اعقاب او)، مطبوع.
- خاندان میرزا محمد علی حسینی قائنی، اصفهان.
- خوانین بختیاری.
- دانشمندان و بزرگان اصفهان، مطبوع.
- رجال اصفهان (حواشی بر تذکرة القبور تألیف آخوند ملا عبدالکریم گزی).
- زندگی‌نامه آقا باقر خوراسگانی (شاه باقر پادشاه سه روزه).
- زندگی‌نامه علامه محمد باقر مجلسی، دوجلد مطبوع.
- زندگی‌نامه امامین همامین عسکریین، (ع) مختصر و مطبوع.
- زندگی‌نامه آیت‌الله حاج آقا حسین بروجردی، مطبوع.
- زندگی‌نامه سید هاشم علامه بحرانی، فارسی.
- زینبیه اصفهان (زینب دختر گرامی حضرت موسی بن جعفر (ع))، مطبوع.
- سادات بهشتی اصفهان.
- سیری در تاریخ تخت فولاد اصفهان یا لسان الارض، مطبوع.
- شعرای قاجاریه.
- صحیفه جوادیه (ادعیه منسوب به حضرت جواد (ع))، مطبوع.
- عطیة الجواد (ع)، شرح زندگی و کلمات قصار حضرت جواد الائمه (ع).
- نهایةالآمال و الامانی در شرح حال سید هاشم علامه بحرانی، عربی.
- علماء و حکماء و فقهاء و . . . اصفهان، قریب ۲۰ هزارنفر. (اعلام اصفهان ۲ جلد آن مطبوع).[۹]
- فدک و سیر تاریخی اصفهان.
- فهرست شعرای کتاب مدایح معتمدیه.
- فهرست علماء و حکماء قمشه (شهرضا).
- قرآن شریف و احادیث اهلال بیت (ع).
- کلمات معصومین.
- گنجینه (مجموعه کشکول مانند).
- گوهر گرانبها در تاریخ وفات علما.
- متفرقات (مجموعه کشکول مانند).
- مجموعه‌ای از آیات قرآن و تقسیم‌بندی موضوعی آن.
- محدثین شیعه از مردم اصفهان.
- مزارات اصفهان ـ مدفونین در داخل شهر و برخی از روستاها غیر تخت فولاد، مطبوع.[۱۰]
- مستبصرین (کسانی که مسلمان نبودند یا شیعه نبودند و توفیق مسلمان و شیعه شدن یافتند).
- مشاغل و صف الاصناف.
- مشایخ و استادان حافظ ابو نعیم اصفهانی.
- مصلح الدین، کسانی که نام شان یا لقبشان مصلح الدین است.
- نام‌های زیبا (ترکیبات نام‌های: الله، محمد، علی، .).
- وفیات الاعلام.
- یادنامه سید بحرالعلوم میرداماد، مطبوع.
- شرح حال علماء، به صورت رساله مستقل در ۳۰ جزء، تهیه شده‌است.[۱۱]

## اجازهٔ روایت
وی از یازده تن از علما و فقیهان عصر خود اجازه نقل حدیث داشت ازجمله:
- آقابزرگ تهرانی در سال ۱۳۶۳ قمری
- سید شهاب‌الدین مرعشی نجفی
- محمدباقر کمره‌ای
- سید ضیاءالدین علامه
- سید علی علامه فانی
- محمدعلی عراقی قمی
- سید محمدعلی روضاتی خوانساری
- سید محمد شیرازی
- سید مصطفی صفایی خوانساری

## درگذشت
سید مصلح‌الدین مهدوی در روز دوشنبه ۱۴ تیر ۱۳۷۴ درگذشت. جنازه‌اش در بقعهٔ خانوادگی خاندان مهدوی در تخت فولاد اصفهان، به خاک سپرده شد.